# UEFA Champions League 2004–2005
UEFA Champions League 2004–2005 – sportowa gra komputerowa na motywach piłkarskiej Ligi Mistrzów wydana przez firmę Electronic Arts.

## Ścieżka dźwiękowa
- Bonobo – Pick Up
- Jaga Jazzist – Day
- Wagon Christ – Nighty Night
- Double Trouble – Street Tough (Reloaded)
- Fila Brazillia – Blowhole
- The Future Sound of London – Papua New Guinea
- Hexstatic – Chase Me
- Infinite Livez – Worcestershire Sauce
- Skalpel – 1958
- Felix da Housecat – Rocket Ride (Soulwax Remix)
- Morel – Cheerful
- Stakka & Nubalance – Shady
- Swayzak – Bergerie
- Fingathing – Walk in Space
- Fingathing – Head 2 Head